# Kajetan Broniewski
Kajetan Tomasz Broniewski, född den 6 mars 1963 i Zabrze i Polen, är en polsk roddare.
Han tog OS-brons i singelsculler i samband med de olympiska roddtävlingarna 1992 i Barcelona.